# 許穀
許榖（1504年—1586年），字仲貽，號石城，應天府上元縣匠籍福建福州府侯官縣人，明朝政治人物。

## 生平
嘉靖四年（1525年）乙酉科應天府鄉試第六十七名舉人。嘉靖十四年（1535年）中式乙未科會試第一名，登第二甲第十一名進士。丁忧归，服阕授户部主事，调礼部、吏部主事，升员外、郎中，出为江西提学佥事，官至南京尚宝司卿。嘉靖三十年三月以考察致仕，去官歸，家居三十年。壽八十餘。

## 著作

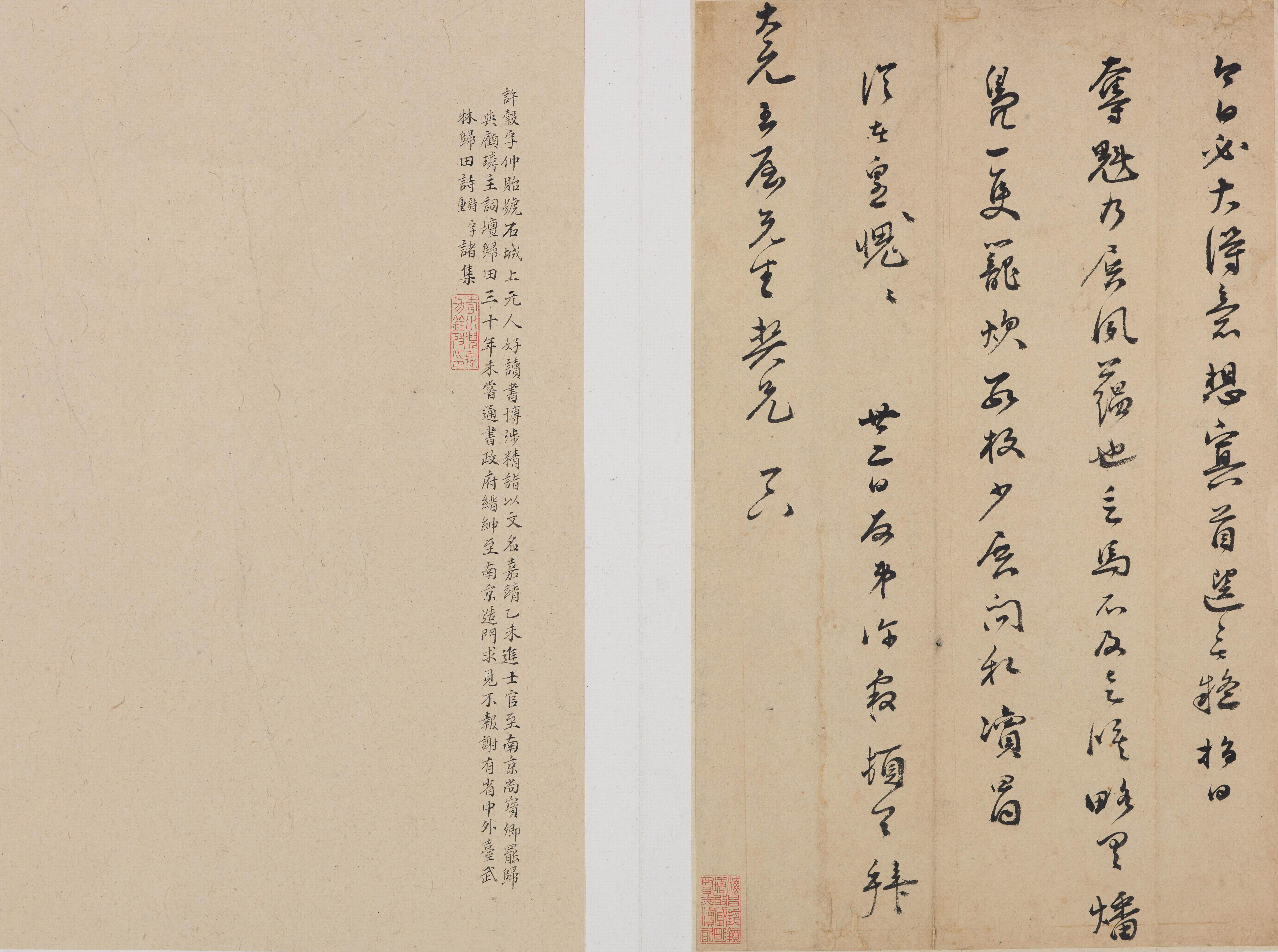
许穀写给张之象的行书信札

工詩詞，繼顾璘主词坛。有《省中稿》二卷、《二台稿》二卷、《归田稿》十卷及《武林稿》一卷。

## 家族
曾祖許銘；祖父許榮，曾任壽官；父許隚。前母汪氏；母強氏。具庆下。兄許田。